# Julio Aldama
Julio Aldama Zamora (ur. 12 marca 1981) – kubański piłkarz występujący na pozycji bramkarza.

## Kariera klubowa
W swojej karierze Aldama grał w klubie FC Matanzas.

## Kariera reprezentacyjna
W 2007 roku Aldama został powołany do reprezentacji Kuby na Złoty Puchar CONCACAF. Nie zagrał jednak na nim w żadnym meczu, a Kuba odpadła z turnieju po fazie grupowej.